# 4084 Hollis
4084 Hollis è un asteroide della fascia principale. Scoperto nel 1985, presenta un'orbita caratterizzata da un semiasse maggiore pari a 2,9095611 UA e da un'eccentricità di 0,0101541, inclinata di 3,21391° rispetto all'eclittica.